# Fortunit
Der Fortunit ist ein seltenes magmatisches Gestein, das zu den Lamproiten gerechnet wird. Das Alkaligestein mit Kaliumvormacht tritt in der südostiberischen Vulkanprovinz auf.

## Erstbeschreibung und Vorkommen.

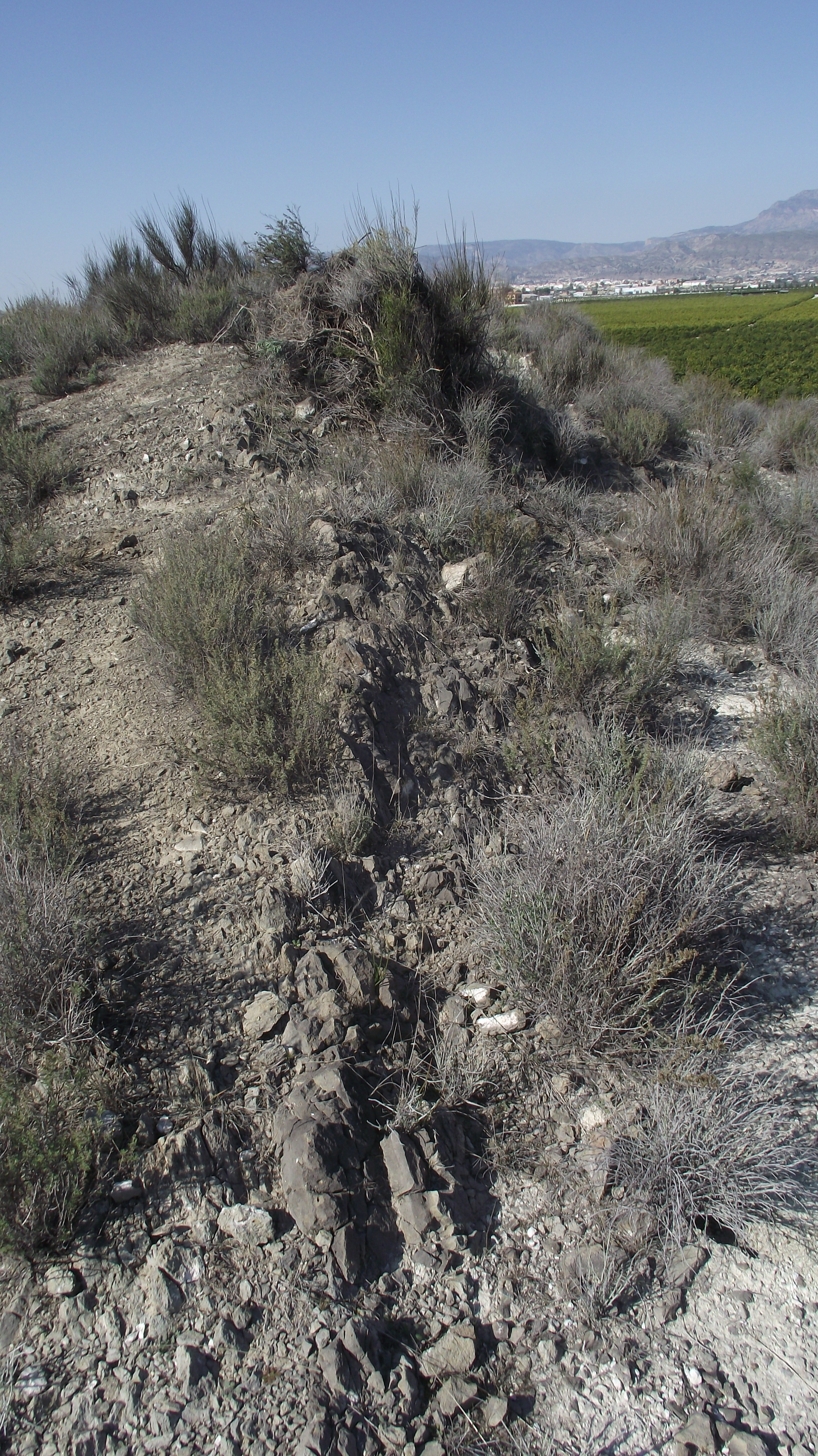
Der Fortunit der Cabecicos Negros

Der Fortunit wurde erstmals im Jahr 1893 von Ramon Adan de Yarza wissenschaftlich beschrieben. Es sind drei Vorkommen von Fortunit bekannt, die alle in der Nähe der namensgebenden südostspanischen Stadt Fortuna (Provinz Murcia) liegen. Darunter die Schlotfüllung der Cabecicos Negros (3,5 Kilometer südöstlich von Fortuna) sowie die beiden Gänge von El Tale (3,5 Kilometer östlich von Fortuna) und von Los Derramadores (2 Kilometer ostsüdöstlich von Fortuna).

## Mineralogie
Adan de Yarza beschrieb den Fortunit ursprünglich als eine Trachytvarietät, die durch die Anwesenheit von Phlogopit und dem Orthopyroxen Bronzit gekennzeichnet wird. Gemäß der Neudefinition der Lamproite durch Mitchell und Bergman im Jahr 1991  wird das Gestein jetzt als Hyalo-Enstatit-Phlogopit-Lamproit bezeichnet, gehört also zu den Phlogopit-Lamproiten.
Der Fortunit besteht aus den Phänokristallen Olivin und Phlogopit, die in eine glasige bis mesokristalline Grundmasse von 61 Volumenprozent eingebettet sind. Daneben erscheinen in der Grundmasse Mikrophänokristalle von idiomorphem Klinopyroxen und skeletthaftem Sanidin, der während einer frühzeitigen Entglasungsphase kristallisierte. Orthopyroxen substituiert Olivin. Als Akzessorien fungieren Apatit und Pseudobrookit. Einen Ursprung als Xenokristalle haben Phlogopit, aluminiumreicher Spinell sowie Ilmenit und Rutil. Auftretende Nickelsulfide sind postmagmatische Bildungen. Der bis zu 24 Volumenprozent einnehmende Olivin ist reich an der Komponente Forsterit (Mg#=0,91) und enthält oft chromreichen Spinell. Phlogopit (Mg#=0,90) mit Korngrößen bis mehr als 5 Millimeter nimmt einen Volumenanteil von 10 Prozent ein. Die Pyroxene erreichen 5 Volumenprozent.

## Chemische Zusammensetzung

### Hauptelemente
| Oxid Gew. % | Fortunit Durchschnittswert | Fortunit Bandbreite | Fortunit El Tale | Fortunit Cabecicos Negros | Fortunit Barqueros | Fortunit Salmerón | Fortunit 73A8 |
| ----------- | -------------------------- | ------------------- | ---------------- | ------------------------- | ------------------ | ----------------- | ------------- |
| SiO2        | 56,05                      | 53,36–57,51         | 59,14            | 56,4–57,1                 | 55,32              | 56,88             | 58,77         |
| TiO2        | 1,35                       | 0,95–1,86           | 1,46             | 1,35–1,54                 | 1,63               | 1,52              | 1,35          |
| Al2O3       | 11,43                      | 9,69–13,03          | 12,42            | 11,0–11,7                 | 11,24              | 9,04              | 11,34         |
| Fe2O3       | 2,23                       | 0,72–3,23           | 4,82 (tot)       | 5,58–5,98 (tot)           | 2,25               | 2,29              | 1,31          |
| FeO         | 3,31                       | 1,31–4,82           |                  |                           | 3,40               | 2,79              | 3,49          |
| MnO         | 0,08                       | 0,01–0,12           | 0,04             | 0,07                      | 0,07               | 0,08              | 0,10          |
| MgO         | 9,27                       | 5,20–11,81          | 5,96             | 8,93–9,23                 | 9,48               | 11,56             | 8,05          |
| CaO         | 4,21                       | 1,41–7,01           | 2,71             | 2,60–2,78                 | 3,59               | 3,03              | 4,71          |
| Na2O        | 2,10                       | 1,35–4,07           | 1,30             | 0,87–1,16                 | 1,25               | 1,64              | 1,25          |
| K2O         | 6,14                       | 3,52–9,15           | 8,73             | 7,84–8,48                 | 6,88               | 8,45              | 7,87          |
| P2O5        | 0,81                       | 0,30–1,57           | 1,14             | 0,75–0,86                 | 0,72               | 1,08              | 2,22          |
| LOI         | 2,97                       | 1,22–7,71           | 1,70             | 1,84–3,26                 | 4,46               | 1,06              | 1,27          |
| K/Na        | 1,92                       | 1,48–1,72           | 4,41             | 4,45–6,32                 | 3,61               | 3,38              | 4,13          |
| K/Al        | 0,58                       | 0,39–0,76           | 0,76             | 0,74–0,82                 | 0,66               | 1,01              | 0,75          |
| (K+Na)/Al   | 0,88                       | 0,62–1,27           | 0,93             | 0,74–0,95                 | 0,85               | 1,31              | 0,93          |

Quelle: Für Analyse 73A8: Wagner, C. und Velde, D. (1986)
Der Fortunit ist ein intermediäres, an Silicium übersättigtes Gestein. Er ist ferner vorwiegend metaluminos mit (Na+K)/Al<1 (selten auch peralkalisch) und potassisch bis ultrapotassisch (mit K/Na>3). Er gehört zu den Alkaligesteinen mit Kaliumvormacht. Recht niedrige Konzentrationen besitzen die Hauptelemente MgO, CaO und Na2O.
Bei den Halogeniden weist Fluor mit rund 0,5 Gewichtsprozent extrem hohe Werte auf – weltweit die höchsten bei Lamproiten je gemessenen Konzentrationen. Die Gehalte an Chlor sind hingegen niedrig, wie auch die von Kohlendioxid und Schwefel.
Der Fortunit ist ein Quarz-normatives Gestein (Q=2,27 Volumenprozent). Die normierten Feldspatkomponenten Or, Ab und An kommen zusammen auf 60,22, Orthopyroxen (En und Fs) auf 24,69 und Klinopyroxen (Di) auf 5,75 Volumenprozent. Imenit (Il) beträgt 2,57 und Apatit (Ap) 1,88 Volumenprozent.

### Spurenelemente
| Spurenelemente ppm | Fortunit Durchschnittswert | Fortunit Bandbreite | Fortunit El Tale | Fortunit Cabecicos Negros | Fortunit Barqueros | Fortunit Salmerón |
| ------------------ | -------------------------- | ------------------- | ---------------- | ------------------------- | ------------------ | ----------------- |
| Cr                 | 531                        | 495–568             | 629              | 543–582                   | 583                | 523               |
| Ni                 | 428                        | 353–503             | 163              | 371–479                   | 479                | 552               |
| Zn                 |                            |                     | 82,0             | 110,9–138,7               |                    |                   |
| Rb                 | 489                        | 478–501             | 828              | 753–903                   | 500                | 528               |
| Sr                 | 507                        | 478–536             | 493              | 586–703                   | 516                | 615               |
| Zr                 | 541                        | 413–669             | 753              | 594–687                   | 678                | 856               |
| Ba                 | 1164                       | 806–1523            | 1587             | 1766–2096                 | 1274               | 1722              |
| Ce                 |                            |                     | 222              | 195–235                   | 248                | 204               |
| Nd                 |                            |                     | 141              | 127–152                   | 163                |                   |
| Sm                 |                            |                     | 25,6             | 25,2–30,0                 | 26,6               |                   |
| Hf                 |                            |                     | 20,6             | 15,6–17,9                 | 19,8               |                   |
| Th                 | 92                         | 85–100              | 112              | 75,2–106                  | 106                | 129               |

Der Fortunit ist deutlich an inkompatiblen Elementen angereichert, LILE, HFSE und Seltene Erden haben alle hohe Gehalte. Sehr hoch liegen insbesondere Rubidium, Zirconium und Thorium. Niedrige Konzentrationen besitzen Nickel, Blei und Scandium.

### Isotopenverhältnisse
| Isotopen    | Cabecicos Negros SP 044 | Cabecicos Negros SP 049 | Cabecicos Negros SP 050 |
| ----------- | ----------------------- | ----------------------- | ----------------------- |
| 87Sr/86Sr   | 0,717689                | 0,717820                | 0,717928                |
| 143Nd/144Nd | 0,512039                | 0,512045                | 0,512035                |
| 206Pb/204Pb |                         | 18,764                  |                         |
| 207Pb/204Pb |                         | 15,706                  |                         |
| 208Pb/204Pb |                         | 39,122                  |                         |

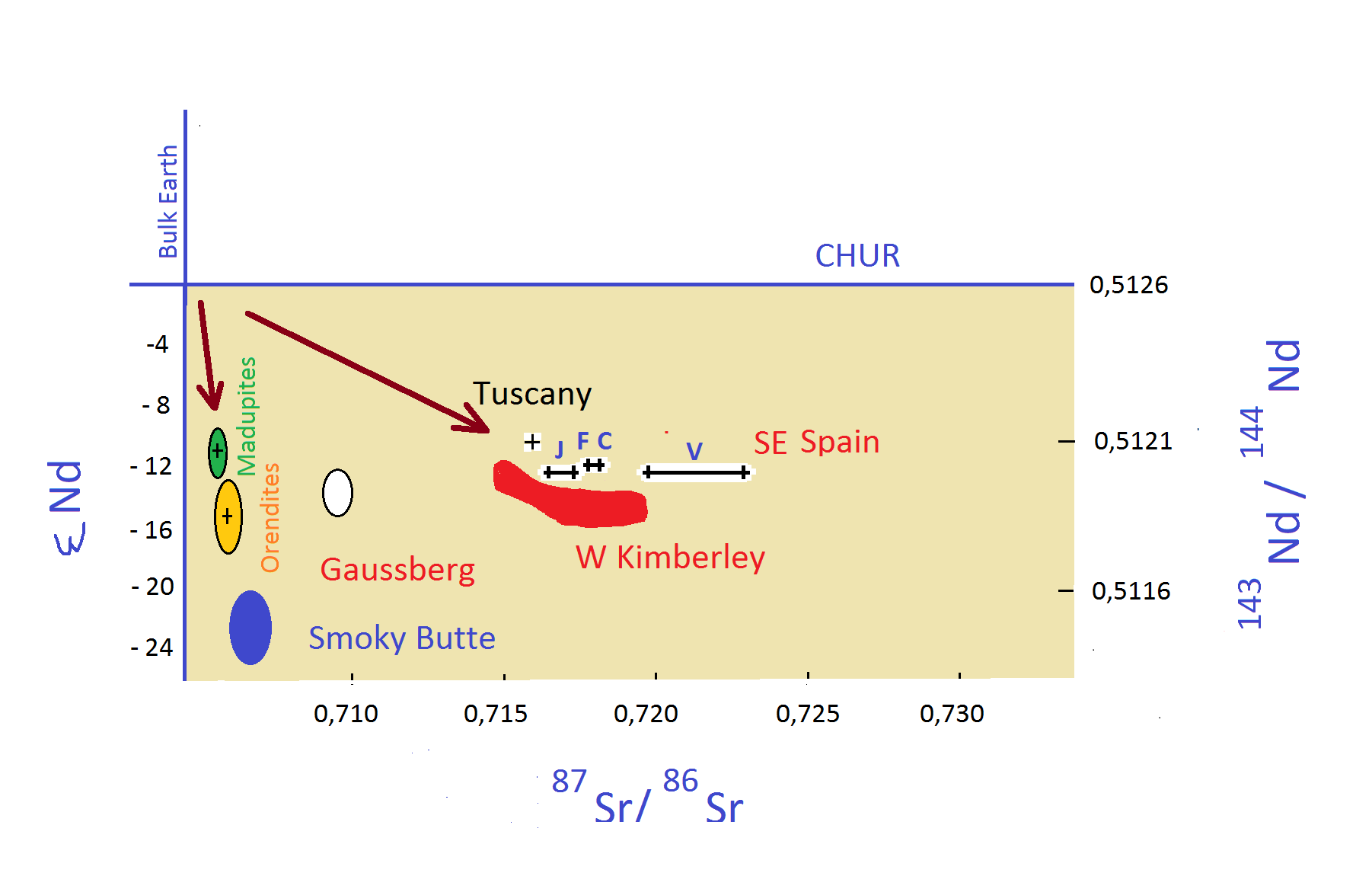
Neodym-Strontium-Isotopendiagramm mit der Position der Fortunite (F) im Vergleich zu anderen Lamproiten

Bei den Isotopenverhältnissen ist 143Nd/144Nd konstant niedrig, jedoch 87Sr/86Sr deutlich erhöht und nähert sich den Werten von Oberkrustengesteinen. Bei diesen beiden Parametern lässt sich eine Übereinstimmung mit den Krustengesteinen in der Toskanischen Magmenprovinz und mit den Verhältnissen in den italienischen Westalpen beobachten. Im Gegensatz zu den Madupiten und Orenditen, die zur Assoziation des Platteninneren gehören, folgen Fortunite einem flachen Trend der orogenetisch beeinflussten Assoziation. Im Vergleich mit den anderen Lamproiten Südostspaniens liegen ihre 87Sr/86Sr-Werte über denen der Jumillite (J) – Fortunite sind demzufolge etwas stärker krustal kontaminiert –, aber noch eindeutig unterhalb der Verite (V); mit den Cancaliten (C) sind sie kaum auseinanderzuhalten und praktisch identisch.
Bei den Bleiverhältnissen (206 und 207), die sich mit den Werten für ozeanische Sedimente überlappen, gibt es ebenfalls eine Übereinstimmung mit den Lamproiten der Toskana und den lamproitischen Minetten der Westalpen (206). Auffallend sind ferner sehr hohe Bleiverhältnisse von  207Pb/204Pb und 208Pb/204Pb. Das Bleiverhältnis 206Pb/204Pb ist jedoch im Gegenzug das niedrigste unter den Lamproiten Südostspaniens.

## Zeitliche Entwicklung und Datierung
Das intermontane Fortuna-Becken wurde ab dem unteren Tortonium (vor zirka 10 Millionen Jahren BP) vom Meer transgrediert und es sedimentierten anfangs Kalkarenite, bioklastisches Kalke und Mergel. Mit fortschreitender Eintiefung folgten 500 bis 600 Meter mächtige Turbidite und Mergel, die Fortuna-Mergel. Ab dem Messinium wurden dann im Zusammenhang mit der Salinitätskrise des Mittelmeers Evaporite abgesetzt, welche randfaziell von Riffen und fluviatilen Sedimenten gesäumt wurden. Die abschließende Beckenentwicklung bis ins Pliozän erfolgte dann detritisch.
Die Fortunitgänge von Derramadores und El Tale intrudierten unterhalb des Unteren Gipses in die Fortuna-Mergel. Ihr Intrusionsalter dürfte mit dem von Kuiper und Kollegen gefundenen Ar-Ar-Alter von 7,1 ± 0,11 Millionen Jahre BP korrespondieren. Die Fortunite der Cabecicos Negros drangen jedoch stratigraphisch um fast 200 Meter höher auf und intrudierten an der Basis des Ramblada-Salada-Gipses. Da die Intrusion zeitgleich mit der Sedimentation erfolgt war, sind sie notgedrungen wesentlich jünger als die nur bis zum Fortuna-Mergel aufgestiegenen Gänge. Möglicherweise besitzen sie das von Bellon und Kollegen (1983) mit der K-Ar-Methode gefundene Alter von 6,16 ± 0,3 Millionen Jahre BP.